# 北欧神話にみられるヴァルキュリヤの名前一覧

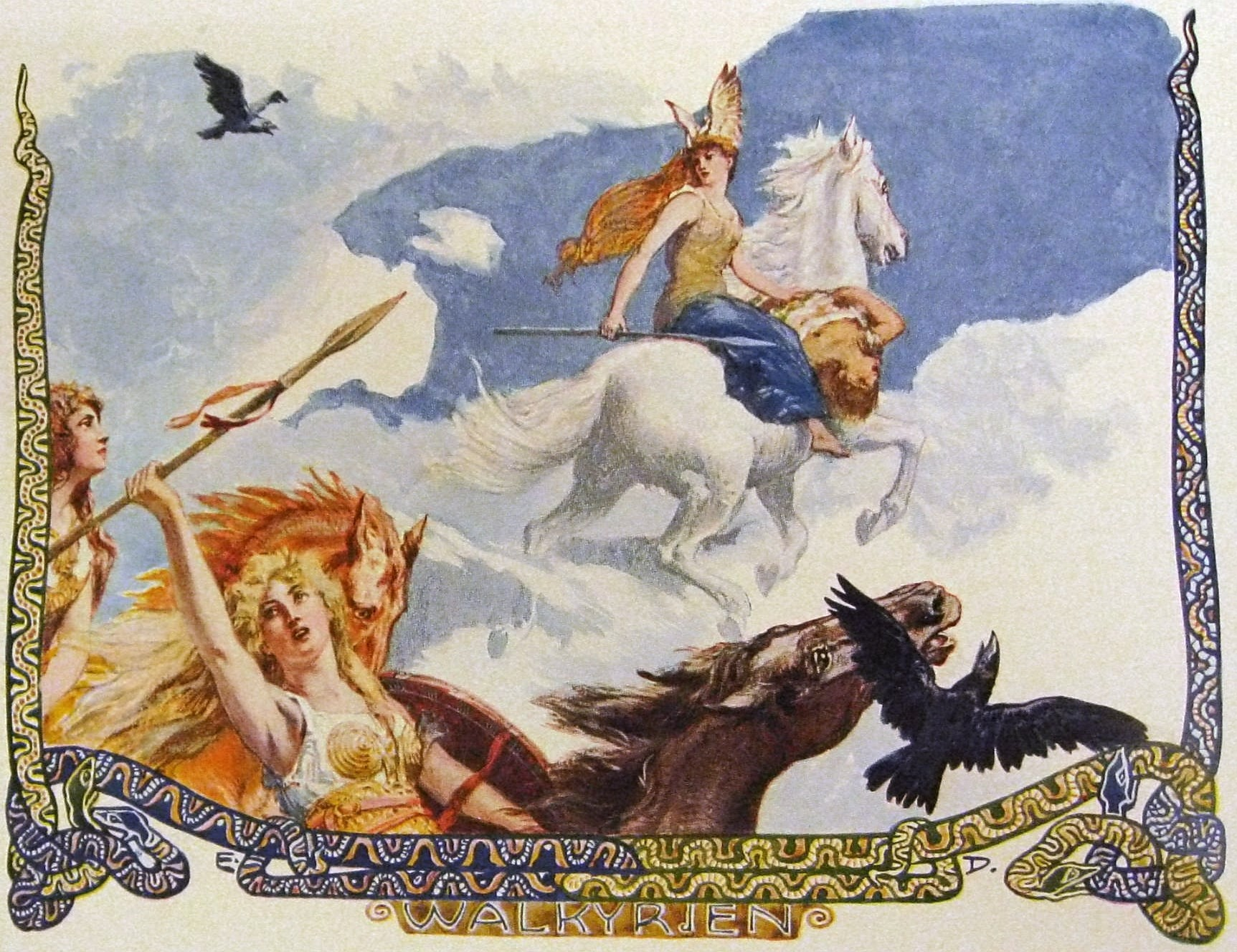
『Walkyrien』、エミール・デープラー画（1905年）

北欧神話にみられるヴァルキュリヤの名前一覧（ほくおうしんわにみられるヴァルキュリヤのなまえいちらん）では、北欧神話の原典資料にみられるヴァルキュリヤ（古ノルド語: valkyrja）の名前を一覧する。

## 概説
北欧神話において、ヴァルキュリヤは多数存在する。みな女性の姿をしており、戦において、どの戦士に勝利をもたらし、どの戦士に死を与えるかを選ぶのを役目とする。そして、彼女たちに選ばれ勇敢に戦い死んだ者を、神オージンが治める、戦で殺された者たちの後生の館ヴァルホッルへと連れて行く。そこでは、死した勇士たちがエインヘリャルと呼ばれ、世界の終末における戦争ラグナロクへ向けた準備を行っている。そしてエインヘリヤル達が休息を取るとき、彼らが飲む蜜酒（ミード）を注いで回るのもヴァルキュリヤたちであるという。
これ以外にもまた、ヴァルキュリヤが英雄やその他人間の伴侶として登場することもある。そこではしばしば王族の娘であると書かれ、時には大鴉（ワタリガラス）に付き添われていたり、白鳥に結びつけられていたりする（白鳥乙女を参照）。
古ノルド語詩（古エッダ）の『巫女の予言』『グリームニルの言葉』『槍の歌（ヴァルキュリヤの歌）』や、『スノッリのエッダ』第2部『詩語法』にある「名の諳誦」と呼ばれる部分などで、ヴァルキュリヤの名前が数多く挙げられている。また、このような一覧的な名称の提示以外にも、単独でヴァルキュリヤの名前が登場することがあり、例として、『フンディングル殺しのヘルギの歌 其の一』『其の二』にその名が登場するシグルーンが挙げられる。
ヴァルキュリヤの名前は概して「戦い」との関連付けが強調されており、そして多くの場合、「槍」に関した名前である。槍は一般にオージンと強く関連付けられている武器である。北欧神話研究者のH・R・エリス・デイヴィッドソン (en) やルドルフ・ジメックらの説によると、ヴァルキュリヤの名前は、それ自体は何ら個体性を持たず、むしろ「戦の女神 (war-goddesses)」の特性や気質を説明するものであり、おそらくスカルド（スカンディナヴィアの伝統的な詩人）によって説明のために創作されたものではないか、とされている。
何人かのヴァルキュリヤの名前は、ヴァルキュリヤの役割や能力を説明したものなのかもしれない。例えば、「ヘリヤ (Herja)」という名は、CE 187年のものと見られる石碑で言及されていたゲルマン神話 (Germanic paganism) の女神ハリアサ (Hariasa) との語源的な繋がりを示しているのかもしれない。「ヘルフィヨトゥル (Herfjötur)」の名は、「枷を嵌める」というヴァルキュリヤの能力を示しているとする説もある。「スヴィプル」（Svipul, 「気紛れ」の意）は、ヴァルキュリヤがウィルド（オルログとも, wyrd or ørlog, ゲルマン人の信仰における運命の観念）に対して持っている影響力の説明なのかもしれない。

## ヴァルキュリヤの名前
| 古ノルド語表記 | 日本語（カナ）表記                                                                                             | 意味 | 名前の出典 |
| --- | --- | --- | --- |
| Brynhildr | ブリュンヒルドル, ブリュンヒルド                                                                               | 「輝く戦い」 | 『詩語法』 |
| Eir | エイル | 「平和、慈悲」、あるいは「救済、温情」 | 『名の諳誦』 |
| Geirahǫð, Geirahöð, Geirahǫd                                                                                                   | ゲイラホズ, ゲイラヘズ                                                                                         | 古ノルド語の geirr (槍) と höð (「戦い」)に結びつけられる。 | 『グリームニルの言葉』を伝える写本のうちのいくつかで、同じくヴァルキュリヤの名前と思われる「ゲイロルル」(Geirölul) の代わりに登場する（『ギュルヴィたぶらかし』への引用など）。 |
| Geiravǫr, Geiravör | ゲイラヴォル                                                                                                   | 「槍」+「ヴォル (vör)」 | 『名の諳誦（増補版）』 |
| Geirdriful | ゲイルドリヴル                                                                                                 | 「槍を投げる者」 | 『名の諳誦（増補版）』 |
| Geirǫnul, Geirönul; Geirrǫnul, Geirrönul; Geirǫmul, Geirömul; Geirǫlul, Geirölul; Geirrǫlul, Geirrölul; Geirǫndull; Geirrǫndul | ゲイロヌル; ゲイッロヌル; ゲイロムル; ゲイロルル, ゲイレルル; ゲイッロルル; ゲイロンドゥッル; ゲイッロンドゥル | 「槍を持って進むもの」。/ 語義不明; オージンの別名の一つ「ゲイロルニル」(Geirölnir) や、ドヴェルグルの一人の名前「オルニル」(Ölnir) に結びつけられるかもしれない。あるいは「槍を持ち力を溜める者」を意味するかもしれない。異形の一つ「ゲイルロル」(Geirölul) は、ルーン文字による呪言「アル」(alu, ᚨᛚᚢ) に結びつけられるかもしれない。 | 『グリームニルの言葉』, 『名の諳誦（増補版）』 |
| Geirskǫgul, Geirskögul, Geirscögul; Geirskǫgull                                                                                | ゲイルスコグル, ゲイルスケグル; ゲイルスコグッル                                                               | 「槍の戦」。/ 「槍」+「スコグル (skögul)」 （スコグルについては以降を参照） | 『巫女の予言』, 『名の諳誦（増補版）』, 『ハーコンの言葉』 |
| Gǫll, Göll | ゴッル, ゲル                                                                                                   | 「騒がしきもの」。/ 「騒動」, 「騒音、戦闘」 | 『グリームニルの言葉』, 『名の諳誦（増補版）』 |
| Gǫndul, Göndul; Gǫndull | ゴンドゥル, ゲンドゥル; ゴンドゥッル                                                                           | 「魔力をもつ者」。/ 「杖を振るう者」 | 『巫女の予言』, 『名の諳誦』 |
| Guðr; Gunnr | グズル, グズ; グンル, グン                                                                                     | 「戦」。/ 「戦争」, 「戦闘」 | 『巫女の予言』, 『ギュルヴィたぶらかし』, 『名の諳誦（増補版）』, 『槍の歌』 |
| Herfjǫtur, Herfjötur, Herfiǫtur; Herfjötra                                                                                     | ヘルフィヨトゥル, ヘルフョトゥル                                                                               | 「軍勢の縛め」。/ 「主人の足枷」, 「軍隊の足枷」 | 『グリームニルの言葉』, 『名の諳誦（増補版）』 |
| Herja | ヘリヤ, ヘリャ                                                                                                 | 古ノルド語の herja および古高ドイツ語の herjón (「壊滅させる」の意) に関係している。 | 『名の諳誦（増補版）』 |
| Hervǫr alvitr, Hervör alvitr, Hervor alvitr                                                                                    | ヘルヴォル・アルヴィトル, ヘルヴォル・アルヴィト                                                               | Hervor 「軍勢の守り手」+ alvitr 「全知」。/ 「アルヴィトル (Alvitr)」は「全知者」あるいは「奇妙な生物」かもしれない | 『ヴォルンドルの歌』 |
| Hildr | ヒルドル, ヒルド                                                                                               | 「戦」。/ 「戦闘」 | 『巫女の予言』, 『グリームニルの言葉』, 『名の諳誦』, 『槍の歌』 |
| Hjalmþrimul | ヒヤルムスリムル, ヒャルムスリムル                                                                             | 「兜の音を立てる者」か「女戦士」かもしれない | 『名の諳誦（増補版）』 |
| Hjǫrþrimul, Hjörþrimul, Hjǫrthrimul                                                                                            | ヒヨルスリムル, ヒョルスリムル                                                                                 | 「剣の女戦士」、これは古ノルド語の hjörr （剣）と þrima （「戦闘、騒音」）に由来する。 | 『名の諳誦（増補版）』, 『槍の歌』 |
| Hlaðguðr svanhvít | フラズグズル・スヴァンフヴィート, フラズグズ・スヴァンフヴィート                                               | Hlaðguðr 「王冠で飾られた女戦士」+ svanhvít 「白鳥のように白い」。/ 「フラズグズル (Hlaðguðr)」+「白鳥」+「白」 | 『ヴォルンドルの歌』 |
| Hlǫkk, Hlökk, Hlǫcc | フロック, フレック                                                                                             | 「武器をがちゃつかせるもの」。/ 「騒音、戦闘」 | 『グリームニルの言葉』, 『名の諳誦』 |
| Hrist | フリスト | 「とどろかすもの」。/ 古ノルド語の hrista 「振動、身震い」に関係しており、したがって「震える者」を意味する。 | 『グリームニルの言葉』, 『名の諳誦』 |
| Hrund | フルンド | 「棘」 | 『名の諳誦』 |
| Kára, Kara | カーラ | 「荒れ狂う者」（古ノルド語の afkárr 「荒れ果てた」に立脚）、あるいは「巻き毛」「巻き毛の者」かもしれない。 | 『フンディングル殺しのヘルギの歌 其の二』 |
| Mist | ミスト | 「霧」。/ 「雲」あるいは「霧」 | 『グリームニルの言葉』, 『名の諳誦』 |
| Ǫlrún, Ölrún; Ǫlrun | オルルーン, エルルーン                                                                                         | 「ビールのルーネに通じたもの」。/ 「エールのルーン」かもしれない | 『ヴォルンドルの歌』 |
| Ráðgríðr, Ráðgríð | ラーズグリーズル, ラーズグリーズ                                                                               | 「計画を壊すもの」。/ 「会議」+「休戦」、あるいは「専横する者」かもしれない | 『グリームニルの言葉』, 『名の諳誦（増補版）』 |
| Randgríðr, Randgríð, Randgrid; Randgnid                                                                                        | ランドグリーズル, ランドグリーズ                                                                               | 「楯を壊すもの」。/ 「盾」+「休戦」、あるいは「盾」+「破壊者」かもしれない | 『グリームニルの言葉』, 『名の諳誦（増補版）』 |
| Reginleif; Reginleifr | レギンレイヴ; レギンレイヴル                                                                                   | 「神々の残されたもの」。/ 「力の跡」、あるいは「神々の娘」 | 『グリームニルの言葉』, 『名の諳誦（増補版）』 |
| Róta | ロータ, ロタ                                                                                                   | 古ノルド語の名詞 róta （「雹と嵐」の意）と結びつけられるかもしれない | 『ギュルヴィたぶらかし』 |
| Sanngríðr, Sanngriðr, Sangriðr                                                                                                 | サングリーズル, サングリズル, サングリーズ                                                                     | 「とても乱暴な、とても残酷な」 | 『槍の歌』 |
| Sigrdrífa | シグルドリーヴァ                                                                                               | 「勝利を促す者」、あるいは「勝利のために鼓舞する者」 | 『シグルドリーヴァの言葉』 |
| Sigrún | シグルーン | 「勝利のルーン」 | 『フンディングル殺しのヘルギの歌 其の一』, 『フンディングル殺しのヘルギの歌 其の二』                                                                                            |
| Skalmǫld, Skalmöld | スカルモルド                                                                                                   | 「剣の時」 | 『名の諳誦（増補版）』 |
| Skeggjǫld, Skeggjöld, Sceggiǫld; Skeggǫld, Skeggöld                                                                            | スケッギヨルド, スケッギョルド; スケッゴルド                                                                   | 「斧の時代」 | 『グリームニルの言葉』, 『名の諳誦（増補版）』 |
| Skǫgul, Skögul, Scögul; Skǫgull                                                                                                | スコグル, スケグル; スコグッル                                                                                 | 「戦」。/ 「揺さぶる者」、あるいは「高く聳え立つ」かもしれない | 『巫女の予言』, 『グリームニルの言葉』, 『名の諳誦』, 『ハーコンの言葉』 |
| Skuld, Sculd | スクルド | 「税、債務、義務」。/ 「負債」か「未来」かもしれない | 『巫女の予言』, 『ギュルヴィたぶらかし』, 『名の諳誦』 |
| Sváfa, Sváva, Svafa | スヴァーヴァ                                                                                                   | 「人々を眠らせる者、殺す者」？ | 『ヒョルヴァルズルの息子ヘルギの歌』 |
| Sveið, Sveid | スヴェイズ | 語義不明; 「振動」あるいは「騒音」かもしれない | 『名の諳誦（増補版）』 |
| Svipul; Svipull | スヴィプル, スヴィポル; スヴィプッル                                                                           | 「気紛れな」 | 『名の諳誦（増補版）』, 『槍の歌』 |
| Tanngníðr, Tanngniðr, Tanngnidr                                                                                                | タングニズル                                                                                                   | 「歯ぎしりする者」 | 『名の諳誦（増補版）』。写本 AM 748 I b 4to での形。一般には randgríðr 「ランドグリーズル」と校訂される。                                                                       |
| Þǫgn, Þögn | ソグン | 「沈黙」 | 『名の諳誦（増補版）』 |
| Þrima | スリマ | 「戦闘」 | 『名の諳誦（増補版）』 |
| Þrúðr | スルーズル, スルーズ                                                                                           | 「強きもの」。/ 「強さ」、あるいは「力」 | 『グリームニルの言葉』, 『名の諳誦（増補版）』 |